# هيرب وليامز
هيرب وليامز (بالإنجليزية: Herb Williams)‏ مواليد 16 فبراير 1958 في كولومبوس، هو لاعب كرة سلة أمريكي سابق أصبح مدرباً مساعدا بدأ مسيرته الاحترافية في سنة 1981. تم اختياره من قبل فريق إنديانا بايسرز خلال الدرافت وهو مدرب مساعد لفريق نيويورك ليبرتي في الاتحاد الوطني لكرة السلة النسائية. يبلغ طوله 6 قدم 10 بوصة (2.1 م). اعتزل اللعب في 1999. أحرز خلال مسيرته في الإن بي إيه 11944 نقطة بمعدل 10.8 نقاط في المباراة الواحدة.

## المسيرة الاحترافية
لعب مع إنديانا بايسرز من سنة 1981 إلى 1989، ثم لعب مع دالاس مافيريكس في سنة 1992، ثم لعب مع نيويورك نيكس من سنة 1992 إلى 1996، ثم لعب مع تورونتو رابتورز في سنة 1996، ثم لعب مع نيويورك نيكس في سنة 1996.

## إحصائيات المسيرة
| الفريق       | السنة   | G  | W  | L  | W–L%  | النهاية | PG | PW | PL | PW–L% | النتيجة                  |
| ------------ | ------- | -- | -- | -- | ----- | ------- | -- | -- | -- | ----- | ------------------------ |
| نيويورك نيكس | 2003–04 | 1  | 1  | 0  | 1.000 | (مؤقت)  | —  | —  | —  | —     | —                        |
| نيويورك نيكس | 2004–05 | 43 | 16 | 27 | .372  | 5       | —  | —  | —  | —     | غاب عن الأدوار الإقصائية |
| المسيرة      |         | 44 | 17 | 27 | .386  |         | —  | —  | —  | —     |                          |

## روابط خارجية
- هيرب وليامز على موقع إن بي أي (الإنجليزية)
- هيرب وليامز على موقع سبورتس رفرنس (الإنجليزية)
- هيرب وليامز على موقع كلية كرة السلة في سبورتس رفرنس.كوم (الإنجليزية)
- هيرب وليامز على موقع ريلجم (الإنجليزية)
- هيرب وليامز على موقع بروبوليرز (الإنجليزية)
- هيرب وليامز على موقع سبورتس رفرنس (الإنجليزية)